# Personlighetsförändring
Personlighetsförändring utgör en förändring i hur personen uppför sig, tänker eller förhåller sig känslomässigt. Personlighetsförändring kan komma långsamt under flera år, uppträda inom dagar till veckor, eller helt plötsligt inträda. Med varaktig personlighetsförändring, avser ICD-10 uteslutande former av personlighetsstörningar som uppkommer plötsligt till följd av katastrofer, annan psykisk ohälsa, varaktig smärta o d, inte positiva förändringar i personligheten som kan inträffa efter till exempel psykoterapi. Liknande förändringar kan också uppträda till följd av en organisk psykisk störning eller i form av drogutlöst psykisk störning.

## Orsaker och varianter
En personlighet är som regel tämligen stabil och persistent, men vid vissa tillfällen kan någon plötsligt bli apatisk, egocentrisk, excentrisk, smått paranoid, irritabel, impulsiv med mera. Sådana förändringar beror ofta på stress, och är av övergående art eftersom de försvinner när stressen försvunnit eller personen anpassat sig. Om personlighetsförändringen saknar yttre orsak, kan det vara ett symtom på till exempel Alzheimers sjukdom, missbruk, hjärnskada, en endokrin sjukdom med mera.
Personlighetsförändringar kan uppkomma vid drogbruk eller somatiska sjukdomar. De kan också utlösas vid en katastrof eller en extrem stress, såsom vid en livskris eller till följd av en psykisk störning. När personlighetsförändringen är varaktig, påfallande och medför anpassningssvårigheter, klassas det som en störning i personligheten och beteendet i ICD-10, så länge som det inte är en direkt följd av en kroppslig sjukdom. Varaktigheten på ohälsan innebär i dessa fall att de kan klassas som psykiska störningar.
Personlighetsförändringar kan yttra sig i en förändrad omvärldsuppfattning eller sätt att relatera till sin omgivning. För att diagnosen ska ställas måste man utesluta att förändringen är en del av symtomen på en annan psykisk störning (till exempel negativa symtom vid schizofreni eller mani vid bipolär sjukdom). Den kan vara svår att skilja från en förstärkt symtombild hos en psykisk störning, vilken också kan utlösas av stark stress. Till skillnad från personlighetsstörningar, saknar en personlighetsförändring en etiologisk historia tillbaka till barndomens utvecklingen av personligheten.
Personlighetsförändringar kan förekomma som samsjuklighet till posttraumatisk stress, och initiera detta tillstånd (ICD-10 F 62.0). Det förekommer då hos personer som utsatts för tortyr, långvarigt varit utsatta för livsfara, suttit i koncentrationsläger, och liknande erfarenheter. I dessa fall kännetecknas personlighetsförändringen av följande symtom:
- En fientlig eller misstrogen inställning till sin omgivning.
- Tomhetskänslor och hopplöshet. Inga vanliga intressen känns längre roliga.  Aktiviteter eller möten med människor som vanligtvis utlöser positiva känslor känns istället menlösa.
- En kronisk upplevelse av att befinna sig på yttersta randen och att ständigt befinna sig under hot, även i sitt eget hem eller andra platser som egentligen är trygga.
- Förnekelse. Vid tex utbrändhet, sjukdom eller socioekonomiska problem kan detta helt förnekas och individen lever som att vissa händelser aldrig inträffat.
- Främlingskänsla. En känsla att du inte längre är dig själv utan att någon annan flyttat in i din kropp.

Personlighetsförändringar kan uppkomma vid annan psykisk störning. Den liknar då de negativa symtomen vid schizofreni, och yttrar sig i social isolering, passivitet, hypokondri, dysfori eller labilitet.